# Simon Bullock
Simon John Bullock (sinh ngày 28 tháng 9 năm 1962) là một cựu cầu thủ bóng đá người Anh thi đấu ở Football League cho Halifax Town.